# Jaromír Kijonka
Ing. Jaromír Kijonka (* 25. května 1977 Senica) je původem slovenský podnikatel, zakladatel a spolumajitel společnosti Alensa. Společně s manželkou Simonou Kijonkovou založili rodinný holding JSK Investments s.r.o., kam patří například značky Packeta či Robeeto.

## Život
Je nejstarším ze tří sourozenců a až do 18 let žil v Prietrži, malé vísce u Senice na Slovensku. Na Slovensku vystudoval střední školu, gymnázium Ladislava Novomeského v Senici. Jelikož měl české občanství, rozhodl se po maturitní zkoušce studovat v Česku. V roce 2002 promoval na Vysoké škole ekonomické v Praze. Tam se seznámil se svou manželkou Simonou Kijonkovou. Vzali se v roce 2007 a vychovávají spolu tři děti.

## Kariéra
Svou kariéru zahájil v roce 2003 jako analytik ve společnosti Johnson & Johnson, mezi lety 2006 až 2007 působil v auditorské společnosti Deloitte Czech Republic. V roce 2007 Jaromír Kijonka společně s Radkem Hejlem zakládají společnost Alensa, kterou postupně vypracovali na pozici třetího největšího e-shopu v segmentu kontaktních čoček v Evropě. Sortiment následně rozšířili o sluneční a dioptrické brýle. Zajímavé je, že vznik firmy Alensa nevědomě iniciovala v roce 2005 právě Simona Kijonková: „Právě díky mým kontaktním čočkám vznikla Alensa: Pracovala jsem a jednou jsem neměla čas jít si čočky vyzvednout, takže jsem pro ně poslala Jaromíra. Ten se tehdy zhrozil nad cenou, za kterou je kupuji. A jelikož je z oblasti financí, než jsem přišla domů, udělal si rešerši cen čoček na internetu a spočítal, kolik za ně za rok utratím. Zjistil, že se na internetu dají čočky koupit levněji a pohodlněji. … Jaromír navrhl, abychom v Čechách založili internetový obchod s kontaktními čočkami a brýlemi. Název firmy Alensa vzešel ode mě. Lens jsou anglicky čočky, já jsem prozaicky dala na začátek a konec A, vzniklo krásné slovo Alensa, dnes celosvětový brand.“
V roce 2017 Jaromír Kijonka společně s manželkou Simonou Kijonkovou zakládá holding JSK Investments, kam postupně začleňují společný majetek. V roce 2021 se společně poprvé dostávají do žebříčku 100. nejbohatších lidí v ČR vyhlašovaným časopisem Forbes, obsazují 92. místo s majetkem dosahujícím 3 miliardy korun. Společně se též angažují v oblasti charity, v roce 2019 se zúčastnili dražby na podporu umění a Národní galerie.